# RUS-1

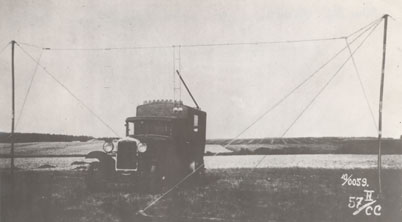
RUS-1 Sendeanlage auf GAZ-AA

Die RUS-1 („Reven“) (russisch РУС-1, Abkürzung für радиоуловитель самолётов, „Flugzeugradar“) war die erste sowjetische Radaranlage und wurde 1939 in die Ausrüstung der Roten Armee übernommen. Ihr Nachfolger war der Typ RUS-2.

## Geschichte
Anfang 1933 erhielt der Chef für Bewaffnung der Roten Armee Michail Tuchatschewski Forschungsergebnisse, auf deren Grundlage am 10. Juli 1934 die erste sowjetische Funkmessstation „Rapid“  in Leningrad erprobt werden konnte. Sie arbeitete mit einer Wellenlänge von 4,7 m und einer Strahlungsbreite von 60°. Sie konnte Flugzeuge vom Typ Polikarpow R-5 in 50 km Entfernung in einer Höhe von 5200 m zuverlässig orten. 1938 wurde die erste einsatzreife Funkmessstation übergeben.
Die RUS-1 arbeitete nach dem Prinzip der Dauerstrahlung und ermöglichte nur die Feststellung der Anwesenheit gegnerischer Flugzeuge, ohne jedoch ihre Höhe und Zahl zu erkennen. Es konnten Ziele in einem 70 km breiten Streifen bis in die Höhe von 12.000 m erfasst werden. Erstmals eingesetzt wurde die RUS-1 im Winterkrieg gegen Finnland. Zu Kriegsbeginn 1941 waren in der Luftverteidigung Moskaus und Leningrads 41 RUS-1 verfügbar.